# Roberto Bellarmino

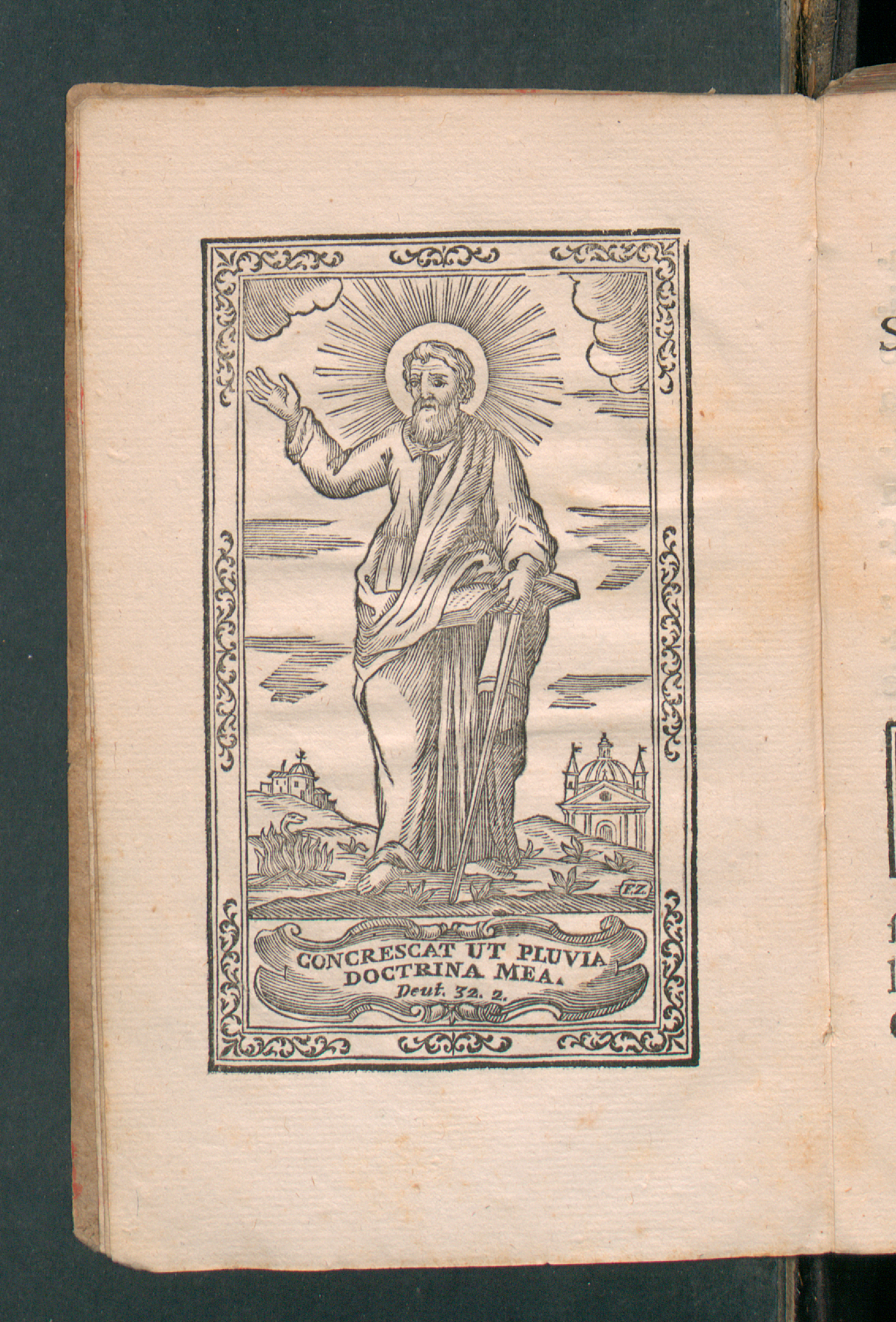
Dottrina cristiana tradotta in lingua arabica, 1752. Da BEIC, biblioteca digitale

Roberto Francesco Romolo Bellarmino (Montepulciano, 4 ottobre 1542 – Roma, 17 settembre 1621) è stato un teologo, scrittore e cardinale italiano appartenente alla Compagnia di Gesù. Beatificato nel 1923, è stato proclamato santo da papa Pio XI nel 1930.

## Biografia

### L'infanzia e la giovinezza
Terzogenito di cinque figli, nacque in una famiglia di Montepulciano di nobili origini, per parte sia paterna sia materna, ma in via di declino economico. Suo padre, Vincenzo Bellarmino, fu gonfaloniere di Montepulciano, e sua madre, Cinzia Cervini, molto pia e religiosa, era sorella di papa Marcello II. Fu battezzato dal cardinale fiorentino Roberto Pucci al quale probabilmente deve l'onore del suo primo nome, mentre il secondo è in riferimento a Francesco d'Assisi, il santo onorato il 4 ottobre giorno della sua nascita; Romolo fu dato in onore di un antenato della famiglia.
Fin da piccolo ebbe una salute precaria e una forte inclinazione per la Chiesa. Dopo un'iniziale educazione in famiglia, vista l'inclinazione religiosa, fu inviato per gli studi presso i padri gesuiti da poco arrivati anche a Montepulciano, dei quali sua madre aveva grande stima. All'età di sedici anni espresse l'intenzione di entrare nell'ordine gesuita, ma suo padre preferì inviarlo a Padova per indirizzarlo al clero secolare, convinto che le ottime doti del figlio gli avrebbero permesso di fare una buona carriera ecclesiastica con conseguente miglioramento delle condizioni economiche dell'intera famiglia. Roberto persistette nel suo intento di farsi gesuita, e seppe che anche un suo cugino di Padova, Ricciardo Cervini, desiderava entrare nel nuovo ordine religioso. Suo padre alla fine concesse il permesso. Il 20 settembre 1560, diciottenne, entrò con il cugino presso il Collegio Romano, e il giorno dopo entrambi fecero la loro prima professione religiosa. Suo cugino morì quattro anni dopo il loro ingresso in noviziato.
Nonostante la sua parentela con un pontefice, fu riconosciuta la sua umiltà e il suo impegno negli studi, e si affermò che la sua vita si confaceva a uno dei suoi libri spirituali più seguiti, L'Imitazione di Cristo.[senza fonte]
Fin da giovanissimo mostrò doti letterarie. e ispirandosi agli autori latini come Virgilio, compose diversi piccoli poemi sia in lingua volgare che in latino. Uno dei suoi inni, dedicato alla figura di Maria Maddalena, fu inserito nel breviario.
Fu allievo del Collegio romano dal 1560 al 1563, e fu condiscepolo di Cristoforo Clavio. Iniziò successivamente a insegnare materie umanistiche in scuole del suo ordine religioso, prima a Firenze, e poi a Mondovì; in questa cittadina piemontese, si distinse come predicatore, nonostante non fosse ancora ordinato sacerdote, e si applicò allo studio del greco.
Nel 1567 iniziò a studiare in modo sistematico teologia a Padova, dove approfondì in particolare l'opera di san Tommaso d'Aquino. Dopo aver visitato Genova per un incontro di gesuiti, fu inviato nel 1569 da Francesco Borgia, preposito generale dell'ordine dei gesuiti, a Lovanio, nelle Fiandre, allora facente parte dei Paesi Bassi spagnoli; qui aveva sede una delle migliori università cattoliche, e il giovane Bellarmino vi completò gli studi teologici.

### L'opera come professore
Dopo l'ordinazione sacerdotale avvenuta a Gand il 25 marzo del 1570, vigilia di Pasqua, guadagnò sempre maggiore notorietà sia come insegnante che come predicatore; in quest'ultima veste era capace di attirare al suo pulpito sia cattolici sia protestanti, persino da altre aree geografiche. Gli fu conferito l'insegnamento della teologia a Lovanio, nel 1570, e qui rimase per sei anni,    distinguendosi per l'eloquenza e la capacità di contrastare le tesi calviniste, che si stavano diffondendo rapidamente in quei luoghi.
Venne quindi richiamato a Roma da papa Gregorio XIII che gli affidò la cattedra di "controversie" (apologetica), da poco istituita nel Collegio romano, che tenne fino al 1587. Da poco tempo si era concluso il concilio di Trento, e la Chiesa cattolica, attaccata dalla Riforma protestante aveva necessità di rinsaldare e confermare la propria identità culturale e spirituale. Il Bellarmino, al fine di adeguare il proprio insegnamento compose diverse opere apologetiche che confluirono successivamente nell'opera in più volumi Le controversie (Disputationes de controversiis christianae fidei adversus hujus temporis haereticos),  che ebbe risonanza in tutta Europa.
Nei suoi scritti Bellarmino esponeva in modo chiaro le posizioni della Chiesa cattolica, usando gli argomenti della ragione e della tradizione. L'opera fu ritenuta la più completa nel campo apologetico, anche se l'avanzamento degli studi critici, ha in seguito diminuito il valore di alcuni degli argomenti storici da lui presi in considerazione. La sua azione a difesa della fede cattolica, gli valse - come per altri prima, e dopo, di lui - l'appellativo di "martello degli eretici".

### La missione in Francia e il malinteso con Sisto V
Nel 1588 il Bellarmino fu nominato direttore spirituale del Collegio romano. In questo periodo collaborò intensamente con papa Sisto V nella riedizione di tutte le opere di Sant'Ambrogio. Nel 1590 fece parte della legazione guidata dal cardinal Enrico Caetani, che Sisto V aveva inviato in Francia per difendere le ragioni della Chiesa cattolica, nelle difficoltà scaturite dalla guerra civile tra cattolici e ugonotti, subito dopo l'assassinio del re Enrico III di Francia. Mentre si trovava in Francia fu raggiunto dalla notizia che Sisto V, che aveva in precedenza calorosamente accettato la dedica della sua opera Le controversie, stava ora per proporre di inserirne il primo volume nell'Indice dei libri proibiti, in quanto vi si riconosceva alla Santa Sede un potere indiretto e non diretto sulle realtà temporali: la condanna dell'opera fu evitata per l'improvvisa morte del papa a causa di un'epidemia, che dopo pochi giorni di pontificato, colpì anche il suo successore, Urbano VII. Il nuovo papa, Gregorio XIV, concesse invece all'opera una speciale approvazione pontificia.

### Il ritorno alla cattedra e la revisione della Vulgata
Quando la missione del cardinale Enrico Caetani era oramai al termine, Bellarmino riprese lavoro come insegnante e padre spirituale. Fu guida spirituale, negli ultimi anni della sua vita, di San Luigi Gonzaga, che morì appena ventitreenne al Collegio romano dopo essere stato contagiato da un uomo malato di peste che era stato abbandonato per strada. Bellarmino assistette il giovane fino al trapasso, e negli anni successivi ne promosse il processo di beatificazione presso la Santa Sede; volle inoltre che la sua tomba fosse vicina a quella del santo.

In questo periodo fece anche parte della commissione finale per la revisione del testo della Vulgata, richiesta dal concilio di Trento per contrastare le tesi protestanti. Dopo il Concilio i Papi avevano portato l'opera quasi a compimento. Sisto V, non essendo un "biblista" aveva tuttavia introdotto delle modifiche erronee, e per accelerare i tempi aveva fatto comunque stampare la "sua" edizione, che fu in parte anche distribuita, con il proposito di imporne l'uso con una bolla. Dopo la sua morte, tuttavia, prima della promulgazione ufficiale, i suoi immediati successori tolsero dalla circolazione l'edizione erronea, per sostituirla con una corretta. Il problema stava nel ripubbicarla senza però screditare il nome di Sisto V. Bellarmino propose che la nuova edizione portasse il nome di Sisto V, con una spiegazione introduttiva secondo la quale, a motivo di errori tipografici e di altro genere(?), lo stesso papa Sisto, prima della sua morte, aveva prescritto che fosse emendata. La sua dichiarazione, dal momento che non c'era prova contraria, dovette essere considerata come risolutiva, e i membri della commissione preposta alla sua stesura accolsero il suggerimento di Bellarmino. Lo stesso pontefice Clemente VIII, si trovò pienamente d'accordo con tale risoluzione, e concesse il suo "imprimatur" alla prefazione del Bellarmino nella nuova edizione, detta Clementina. Angelo Rocca, il segretario della commissione deputata alla revisione, scrisse di suo pugno una bozza della prefazione in cui dichiarava:
Questa bozza del Rocca, alla quale fu poi preferita quella di Bellarmino, è allegata alla copia dell'edizione Sistina in cui sono segnate le correzioni apportate con l'edizione Clementina, e può essere consultata nella Biblioteca Angelica di Roma.

### La nomina a cardinale
Nel 1592 Bellarmino divenne rettore del Collegio romano, incarico che ricoprì per circa due anni fino al 1594. Nel 1595 divenne preposito dell'ordine gesuita per la provincia di Napoli. Nel 1597 papa Clemente VIII lo richiamò a Roma, dopo la morte nel settembre 1596 del suo consultore teologo pontificio, il cardinale gesuita Francisco de Toledo Herrera. Bellarmino fu allora nominato consultore teologo, oltre che "esaminatore per la nomina dei vescovi", "consultore del Sant'Uffizio" e teologo della Sacra Penitenzieria. Sempre nel 1597, dopo la morte senza eredi del duca Alfonso II d'Este, lo Stato della Chiesa rientrò in possesso dei territori del ducato di Ferrara, e Bellarmino accompagnò il papa in visita nel nuovo territorio.
Nel concistoro del 3 marzo 1599 il papa lo investì del titolo di cardinale presbitero, e il 17 marzo gli consegnò la berretta rossa con il titolo di Santa Maria in Via, indicando la motivazione di questa nomina con le parole: La Chiesa di Dio non ha un soggetto di pari valore nell'ambito della scienza. Negli anni successivi Bellarmino fu descritto come "il gesuita vestito di rosso", in relazione all'abito cardinalizio che contrastava con la tonaca nera dei gesuiti. Nonostante questa nomina, egli non cambiò il suo austero e sobrio stile di vita: le sue rendite e gli introiti economici conseguenti alla sua nomina e alle sue attività furono devolute ai poveri. Il papa lo nominò il 18 marzo 1602 arcivescovo metropolitano di Capua, sede resasi proprio allora vacante. Clemente stesso volle consacrarlo con le sue mani, un onore che abitualmente i papi concedevano come segno di stima speciale. A lui si deve la fondazione del Seminario di Capua, uno dei primi dopo la riforma tridentina. Celebrò diversi sinodi diocesani e scrisse un catechismo per i parroci, che fosse loro di supporto nella catechesi. Quando fu richiamato a Roma, ebbe a dire: "La mia patria è Capua, la mia casa la sua cattedrale, la mia famiglia il suo popolo".
Nel marzo del 1605 Clemente VIII morì e gli succedettero prima Leone XI, che regnò per solo ventisei giorni, e poi Paolo V. Nel primo e nel secondo conclave, ma soprattutto in quest'ultimo, il nome di Roberto Bellarmino fu spesso considerato ma il fatto che fosse un gesuita, secondo il giudizio di molti cardinali, costituì un impedimento.
Racconta Ludwig Von Pastor, storico vaticanista, che nei primi giorni del secondo conclave del 1605 un gruppo di cardinali tra i quali Baronio, Sfondrati, Aquaviva, Farnese, Sforza e Piatti, si adoperarono per far eleggere il cardinale gesuita Bellarmino, ma che questi fosse contrario, tanto che saputo della sua candidatura rispose che avrebbe volentieri rinunciato anche al titolo cardinalizio. Il suo appoggio durante il conclave sembra fosse rivolto verso il cardinal Baronio. Il nuovo papa Paolo V, eletto con l'accordo delle maggiori potenze cattoliche, insistette nel tenerlo con sé a Roma, e il cardinale chiese di essere dunque esonerato dal ministero episcopale a Capua. Fu nominato membro del Sant'Uffizio e di altre congregazioni, e successivamente consigliere principale della Santa Sede nel settore teologico della sua amministrazione.

### Il caso Giordano Bruno
Il caso di Giordano Bruno, filosofo e frate domenicano condannato al rogo per eresia, storicamente si inquadra nella dura reazione controriformista alla messa in discussione dei temi della fede religiosa cristiana iniziata alcuni decenni prima dalla riforma protestante. Il frate domenicano, condannato per le sue idee anche dalla chiesa luterana e da quella calvinista, con i suoi scritti si era fatto promotore di nuove idee religiose e filosofiche che lo ponevano in contrasto con quelle della Chiesa. Il processo ebbe luogo nel 1593 e la sentenza di condanna al rogo fu emessa nel 1600. La vicenda coinvolse Bellarmino dal 1597, da quando cioè fu nominato consultore del Sant'Uffizio. Il Bellarmino ebbe alcuni colloqui con il frate domenicano, durante i quali tentò di fargli abiurare le tesi considerate eretiche. La lunga durata del processo fu causata anche dal fatto che Giordano Bruno non ebbe un comportamento lineare nell'ammettere il carattere ereticale delle proprie posizioni. Benché gli inquisitori volessero ricorrere, come extrema ratio, alla tortura, papa Clemente VIII si oppose fermamente. Ciò non impedì tuttavia agli inquisitori di servirsi di quest’ultima nel corso di vari interrogatori.
Durante il processo la Congregazione fece esaminare da Bellarmino una dichiarazione di Giordano Bruno su otto proposizioni che gli erano state contestate come eretiche. Il 24 agosto 1599 il Bellarmino riferì alla Congregazione che Giordano Bruno aveva ammesso come eretiche sei delle otto proposizioni, e sulle altre due la sua posizione non era chiara: «videtur aliquid dicere, si melius se declararet». La completa ammissione gli avrebbe risparmiato la condanna a morte, ma Giordano Bruno mantenne il suo punto di vista. A condanna pronunciata, a Bruno fu concesso ancora un compromesso per evitare la condanna a morte, ma egli non rinnegò le proprie idee e preferì affrontare il rogo (durante il quale gli venne applicata la mordacchia, antico strumento di tortura per impedirgli di parlare), che ebbe luogo a Roma in Campo de' Fiori il 17 febbraio 1600.

### Il caso Galileo Galilei
Galilei subì un solo processo presso il Santo Uffizio, nel 1633 (precedentemente nel 1616 era stato ammonito verbalmente a non discutere o insegnare le teorie di Copernico). Il processo ebbe luogo poiché la teoria eliocentrica era considerata eretica dai teologi. Infatti, sostenendo che il Sole fosse fisso al centro dell'universo si smentivano alcune frasi contenute nella Bibbia, per esempio «Allora Giosuè parlò all'Eterno [...] e disse in presenza d'Israele: “Sole, fermati su Gabaon, e tu, luna, sulla valle di Aialon!”» (Giosuè 10, 12). La dottrina teologica prevalente al tempo riteneva che il testo biblico fosse vero alla lettera, non solo in riferimento al suo contenuto dottrinale. Bellarmino fu coinvolto nella questione copernicana fino all'ammonimento del 1616 poiché, al tempo del processo del 1632-33, quando Galilei fu condannato al carcere, era già defunto. I documenti dimostrano che il cardinal Bellarmino ebbe rapporti, sia epistolari sia diretti, cordiali, se non amichevoli, con lo scienziato anche dopo la denuncia di Tommaso Caccini davanti al Sant'Uffizio nel 1615.
Durante la prima inchiesta su Galilei, nell'anno 1616, il Santo Uffizio prese in esame la teoria eliocentrica e ascoltò Galilei, che si presentò a Roma ed ebbe colloqui diretti anche con il papa Paolo V. Questi, sempre in relazione alla frase contenuta in Giosuè 10, 12, invitò il Bellarmino a dissuadere Galilei dall'insegnare le due tesi principali sull'eliocentrismo. Il Santo Uffizio nel marzo 1616 condannò la teoria copernicana come falsa e formalmente eretica, inserendo il De revolutionibus orbium coelestium nell’Indice dei libri proibiti.
Il Bellarmino aveva espresso una posizione aperta nei confronti dello scienziato, pur senza rinnegare i pronunciamenti del Santo Uffizio, in particolare non ammettendo eccezioni all'infallibilità delle Scritture. Tale posizione fu espressa in una lettera inviata il 12 aprile 1615 al padre Paolo Antonio Foscarini, cattolico sostenitore dell'eliocentrismo e amico di Galilei, nella quale il Bellarmino sosteneva di non poter escludere a priori l'attendibilità della teoria eliocentrica, ma consigliava prudenza, suggerendo di proporla come descrizione fisica solo dopo che se ne avesse avuta la prova concreta e definitiva. Inoltre poco dopo la condanna dell'eliocentrismo presso il Santo Uffizio del 1616, Galilei chiese e ottenne un colloquio privato col Bellarmino. Si osservi che nel 1611 Bellarmino commentando il salmo 18 a p. 81 della sua In Omnes Psalmos Dilucida Explanatio aveva fatto una scelta esegetica che poteva anche fornire un appiglio scritturale all'eliocentrismo. La Vulgata, infatti, in accordo col testo greco dei Septuaginta, scrive che Dio ha posto la sua tenda nel Sole (In Sole posuit tabernaculum suum) e Bellarmino scrisse che il testo ebraico preservato dai Masoreti, in cui questa frase è modificata, potrebbe contenere una alterazione del testo originario. Una tenda è un insediamento stanziale, in contrasto con la mitologia greca, che parla sempre di un "cocchio" del Sole.
Il 24 maggio 1616 Bellarmino firmò su richiesta dello stesso Galilei una dichiarazione nella quale si affermava che non gli era stata impartita nessuna penitenza o abiura per aver difeso la tesi eliocentrica, ma solo una denuncia all'Indice, a riprova del fatto che non c’era stato alcun processo contro di lui. Questa dichiarazione fu poi falsificata da un grande nemico di Galilei, padre Seguri, che divulgò un verbale apocrifo in cui Bellarmino ammoniva Galilei, pena il carcere, di non insistere nella difesa della tesi eliocentrica. Questo falso documento fu poi utilizzato anni dopo nel processo contro Galilei, quando Bellarmino, ormai morto, non poteva più smentire tale verbale.

### La morte e il culto

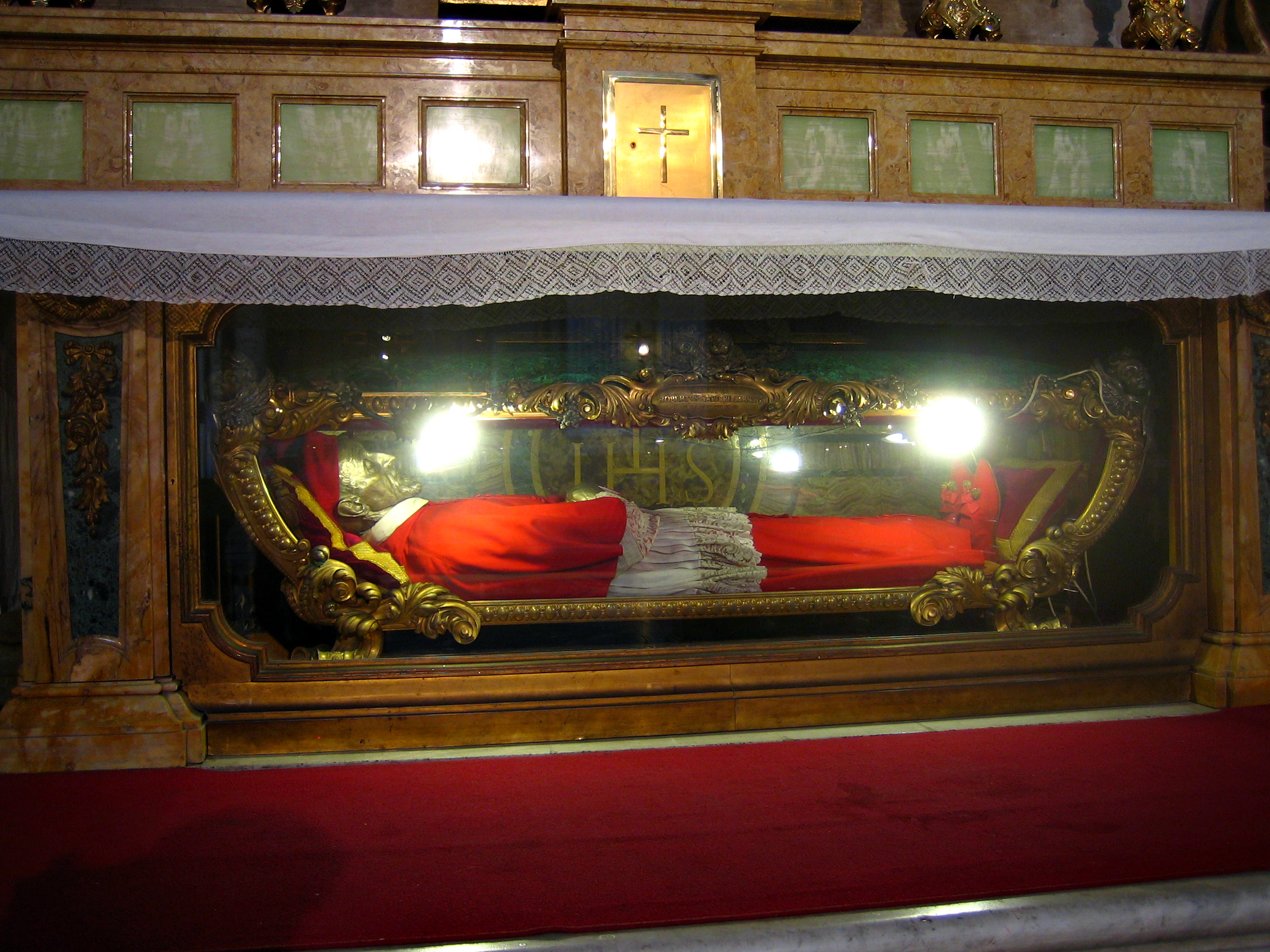
Tomba del Bellarmino nella chiesa di Sant'Ignazio di Loyola in Campo Marzio a Roma

Negli ultimi anni Bellarmino dedicò molto del suo tempo alla preghiera e ai digiuni, nonostante una salute piuttosto precaria. Continuò a fare molte elemosine ai poveri, ai quali lasciò praticamente tutti i suoi averi, tanto che fu sempre molto amato dai romani; contribuì a far concedere l'approvazione pontificia alla fondazione del nuovo Ordine della Visitazione di Santa Maria di Francesco di Sales; si impegnò per la beatificazione di Filippo Neri e portò a termine la stesura di un "grande catechismo" e di un "piccolo catechismo"; quest'ultimo in particolare ebbe notevole successo e fu ampiamente utilizzato fino a tutto il XIX secolo; infine compose un piccolo e anch'esso famoso testo De arte bene moriendi oltre che una sua Autobiografia.
Un episodio importante lo vide protagonista il 29 maggio 1608 durante un Concistoro presieduto da papa Paolo V in onore di Francesca Bussi dei Ponziani la famosa Santa Francesca Romana, dove Roberto Bellarmino espose un elogio alla religiosa che convinse la maggior parte dei partecipanti a chiudere definitivamente il processo di beatificazione che era in stallo da quasi due secoli. Fu la prima donna beatificata dopo Caterina da Siena nel 1461. Il cardinale Bellarmino fu nominato Camerlengo del Sacro Collegio dal 9 gennaio 1617 all'8 gennaio 1618; successivamente fu Prefetto della Congregazione dei riti e poi della Congregazione dell'Indice.
Egli visse ancora per assistere a un altro conclave, quello che elesse Gregorio XV nel febbraio 1621. La sua salute stava rapidamente declinando e nell'estate dello stesso anno gli fu permesso di ritirarsi a Sant'Andrea al Quirinale, sede del noviziato dei gesuiti, per prepararsi al trapasso. Qui spirò il 17 settembre 1621 tra le ore 6 e le 7 del mattino. Alla sua morte il suo corpo fu deposto nella cripta della casa professa, la Chiesa del Gesù a Roma e dopo circa un anno fu posto nel sepolcro che aveva ospitato il corpo di sant'Ignazio di Loyola. Di lui disse Francesco di Sales che era "fontana inesauribile di dottrina". È patrono, insieme a santo Stefano protomartire, dell'arcidiocesi di Capua.
Poco dopo la sua morte, la Compagnia di Gesù ne propose la beatificazione che ebbe effettivamente inizio nel 1627 durante il pontificato di Urbano VIII, quando gli fu conferito il titolo di venerabile. Tuttavia un ostacolo di natura tecnica, proveniente dalla legislazione generale sulle beatificazioni, emanata dallo stesso Urbano VIII, comportò una dilazione. Poi l'iter si arenò e anche se la causa fu reintrodotta in numerose occasioni negli anni 1675, 1714, 1752 e 1832, e nonostante a ogni ripresa la grande maggioranza dei voti fosse favorevole alla sua beatificazione, l'esito positivo arrivò solamente dopo molti anni.
Il motivo fu in parte legato al carattere influente di alcuni prelati che espressero parere negativo, e in particolare il cardinale e santo Gregorio Barbarigo, il cardinale domenicano e tomista Girolamo Casanate, il famoso cardinale Decio Azzolino juniore nel 1675; il potente cardinale Domenico Silvio Passionei nel 1752; quest'ultimo in particolare in frequente contrasto con i gesuiti e vicino alle tesi gianseniste opposte alla tesi molinista della grazia efficace. Comunque secondo molti storici, la causa principale nella dilazione della beatificazione fu il parere negativo circa l'opportunità politica internazionale, dal momento che il nome del cardinale Bellarmino era strettamente associato a una visione dell'autorità pontificia in netto contrasto con i politici regalisti della corte di Francia dei secoli XVIII e XIX. A tal proposito basti la citazione di papa Benedetto XIV che scrisse al cardinale de Tencin:
(Études Religieuses, 15 aprile 1896)
Il 22 dicembre 1920 papa Benedetto XV riassumendo l'iter per la sua beatificazione, promulgò il decreto dell'eroicità delle sue virtù; poi il 13 maggio 1923, durante il pontificato di papa Pio XI, fu celebrata la sua beatificazione e dopo sette anni, il 29 giugno 1930 fu canonizzato. Più breve è stato quindi il processo di canonizzazione e ancora più rapida la nomina a Dottore della Chiesa, conferitagli il 17 settembre 1931 sempre da parte di Pio XI. La sua festa liturgica è il 17 settembre, giorno del suo trapasso, mentre nella messa tridentina è il 13 maggio, giorno della sua beatificazione; è patrono della Pontificia Università Gregoriana, dove è comunque commemorato il 13 maggio, dei catechisti, degli avvocati canonisti, dell'arcidiocesi della città di Cincinnati negli USA.
Dal 21 giugno 1923 il suo corpo è esposto nella terza cappella di destra della chiesa di Sant'Ignazio di Loyola a Roma, chiesa del Collegio Romano che conserva le reliquie di altri santi gesuiti tra cui san Luigi Gonzaga. Le ossa dello scheletro sono state ricomposte e unite con fili d'argento e rivestite con l'abito cardinalizio mentre il volto e le mani sono state ricoperte d'argento; così appare sotto l'altare a lui dedicato. A lui è intitolato il "Collegio Bellarmino" sito nel Palazzo Gabrielli-Borromeo a Roma in via del Seminario, di antica storia e appartenente ai gesuiti. Qui risiedono i giovani gesuiti che frequentano i corsi della Pontificia Università Gregoriana e di altre pontificie università a Roma.

## Le dispute
Le doti intellettuali e le capacità di mediazione di Bellarmino gli diedero modo di giocare un ruolo fondamentale in alcune importanti controversie.

### La contesa fra tomisti e molinisti sul rapporto fra grazia divina e libero arbitrio dell'uomo
Poco tempo dopo la sua elezione a cardinale, Bellarmino venne nominato, insieme al cardinale Girolamo Bernerio, domenicano e vescovo di Ascoli Piceno, come assistente dei cardinali Ludovico Madruzzo e Pompeo Arrigoni che presiedevano la congregazione "De Auxiliis Divinae Gratiae". Questa era stata istituita nel 1597 da papa Clemente VIII per ricomporre una controversia teologica sorta tra i tomisti, guidati dal domenicano Domingo Báñez, e molinisti, che riguardava la natura dell'armonia tra grazia efficace e libertà umana. In tale diatriba che si trascinerà per diversi decenni, si contrapponevano gesuiti molinisti e domenicani tomisti. I primi accusavano di eresia calvinista i tomisti, mentre questi ultimi accusavano di eresia pelagiana i molinisti.
Il parere di Bellarmino sin dall'inizio fu che tale questione, di natura squisitamente dottrinale, non dovesse essere risolta con un intervento autoritativo, ma che dovesse essere lasciata ancora alla discussione tra i diversi indirizzi e che ai contendenti di entrambi i campi fosse seriamente proibito di indulgere a censure o condanne dei rispettivi avversari.
Bellarmino prese però apertamente le difese di un suo discepolo, frate Leonardo Leys, gesuita, coinvolto nella diatriba scoppiata all'Università di Lovanio. In tale occasione scrisse una bozza, De Controversia Lovaniensi, che indirizzò ai cardinali Mandruzzo e Arrigoni, presidenti della congregazione. In questa disputa Bellarmino si opponeva agli scritti del teologo spagnolo dell'università di Salamanca, padre Domingo Báñez, a sua volta direttamente in disputa con il padre gesuita Luis de Molina.
Clemente VIII all'inizio si mostrò propenso ad accettare l'opinione conciliante di Bellarmino, ma successivamente cambiò idea, e decise di dare una più precisa definizione dottrinale in favore della tesi tomista. La congregazione "De Auxiliis" condannò quindi le tesi di Luis de Molina come eretiche. La presenza del cardinale Bellarmino nella Curia romana sarebbe divenuta quindi forse imbarazzante, e fu forse per questo motivo che venne nominato nel 1602 arcivescovo di Capua. Dopo la morte di Clemente VIII, papa Paolo V concluse la disputa "De Auxiliis" con una decisione che riprendeva l'originaria proposta di Bellarmino.

### La contesa giurisdizionale fra Santa Sede e Repubblica di Venezia
Il 1604 segnò l'inizio della contesa tra la Santa Sede e la Repubblica di Venezia, che, senza consultare papa Clemente e versando in cattive condizioni finanziarie, aveva abrogato la legge di esenzione del clero dalla giurisdizione civile e tolto alla Chiesa il diritto di possedere beni immobili. La disputa portò a una guerra di libelli durante la quale le difese della parte repubblicana furono sostenute da Giovanni Marsilio e dal frate servita Paolo Sarpi, mentre la Santa Sede fu difesa dal cardinal Bellarmino e dal cardinal Cesare Baronio. A tal proposito alcuni contemporanei descrivono chiaramente l'atteggiamento di profonda e non celata stima che Bellarmino aveva per il frate servita, nonostante la netta contrapposizione.

### Il giuramento di fedeltà richiesto ai cattolici inglesi
Contemporaneamente altre dispute riguardarono il giuramento di fedeltà imposto ai cattolici inglesi dal re Giacomo I nel 1606: il giuramento condannava come "empio ed eretico" l'insegnamento cattolico sul "potere di deporre" un sovrano, che la Santa Sede rivendicava. In questo contesto il cardinale Bellarmino scrisse una lettera all'arciprete inglese Blackwell, rimproverandolo per aver prestato il giuramento in spregio dei suoi doveri nei confronti del papa e il re inglese vi rispose nel suo scritto teologico Tripli nodo triplex cuneus. Sive apologia pro juramento fidelitatis, pubblicata anonima a Londra nel 1608. Il cardinale rispose nello stesso anno, sotto pseudonimo, con la Responsio Matthei Torti presbyteri et theologi papiensis ad librum inscriptum Triplici nodo triplex cuneus. A loro volta a questo testo risposero sia lo stesso re sia il suo cappellano, Lancelot Andrewes. In questa disputa intervenne anche il giurista scozzese William Barclay (1546–1608), che scrisse il De potestate papae, pubblicato nel 1609, al quale il cardinale rispose con il Tractatus de potestate summi pontificis in rebus temporalibus adversus Gulielmum Barclaium del 1610. L'opposizione alle posizioni gallicane di Barclay fece sì che per un decreto del 26 novembre del 1610 il trattato fosse pubblicamente bruciato a Parigi, in quanto ribadiva le motivazioni per la supremazia dell'autorità papale su quella monarchica.

## Filosofia politica
Nelle opere con cui contribuì alle controversie a lui affidate dalla Santa Sede, Bellarmino tenne spesso una via mediana che poneva limiti a ogni potere assoluto. Nel 1590 irritò papa Sisto V affermando che il papa aveva solo un potere indiretto di deporre i sovrani e corse il rischio che il suo libro venisse posto all'indice. Nella controversia con re Giacomo I, invece, pose in evidenza i limiti del potere regale scontentando anche il re di Francia (paese in cui risiedeva William Barclay), che nel 1610 fece pubblicamente bruciare il suo libro.
Nel suo scritto De laicis Bellarmino esprime alcuni principi che sono alla base delle istituzioni politiche moderne, come l'uguaglianza ("tutti gli uomini sono uguali"; cap. 7) o la sovranità popolare (cap. 6). Furono inseriti nella Dichiarazione d'indipendenza degli Stati Uniti d'America da Thomas Jefferson, che possedeva e aveva annotato un libro in cui erano riportate e contestate le affermazioni di Bellarmino.

## Giudizio critico contemporaneo
Della personalità del cardinale è emerso negli ultimi anni un duplice aspetto: «quello personale umanistico e scientifico e quello “politico” rigoroso, intransigente».
Sebbene spesso dipinto come un oscurantista, Bellarmino mostrò fin da giovane una notevole apertura verso le nuove scoperte scientifiche. Nel 1571, quando aveva solo 29 anni ed era professore a Lovanio, Bellarmino aveva commentato un testo di S. Tommaso d'Aquino sulle stelle (Praelectiones Lovanienses: tertium dubium in I p. Thomae, q. 69, de opere tertiae diei), scrivendo: «Non spetta ai teologi investigare diligentemente queste cose […] alcuni spiegano queste apparenze col moto della terra […] altri con epicicli ed eccentrici […] altri col moto delle stelle per loro conto […]. Possiamo scegliere la spiegazione che ci pare più conforme alle S. Scritture. Se però in futuro sarà provato con evidenza che le stelle si muovono con moto del cielo e non per loro conto, allora dovrà vedersi come debbano intendersi le Scritture affinché non contrastino con una verità acquisita. È certo infatti che il vero senso della Scrittura non può contrastare con nessun’altra verità, sia filosofica come astronomica». Come nota Filippo Soccorsi, «Il principio, benché applicato dal Bellarmino a una questione diversa da quella copernicana, è tuttavia generale e da riferirsi anche a quella questione». Come si vede, più di 40 anni prima dell'insorgere della questione galileiana Bellarmino ricorreva a un tipo di ragionamento simile a quello usato più tardi Galileo e da Foscarini, a proposito della impossibilità di una contraddizione tra una verità astronomica (veramente provata come tale) e la verità della Scrittura.
A causa delle sue posizioni ritenute antiscientifiche, alcuni filosofi contemporanei, tra i quali Giacomo Marramao e Nuccio Ordine hanno chiesto pubblicamente alla Chiesa cattolica di prendere in considerazione la revoca della dichiarazione di santità di Bellarmino. In particolare Marramao, nel 2007 ha dichiarato:
(Giacomo Marramao)

## Opere
La lista completa degli scritti di Bellarmino e di quelli diretti contro di lui può essere rintracciata nella Bibliotheque de la compagnie de Jésus di Carlos Sommervogel. I seguenti sono i più importanti:
Scritti polemici:
- Disputationes de Controversiis Christianae Fidei adversus hujus temporis hereticos, che ebbe innumerevoli edizioni di cui le principali sono quelle di Ingolstadt (1586-89), Venezia (1596), riviste personalmente dall'autore, ma piene di refusi di stampa, di Parigi o "Triadelphi" (1608), Praga (1721), Roma (1832)
- De Exemptione clericorum, e De Indulgentiis et Jubilaeo, pubblicate come monografie nel 1599, ma successivamente incorporate nel De Controversiis
- (LA) Roberto Bellarmino, De translatione Imperii Romani a Graecis ad Francos adversus Matthiam Flaccium Illyricum libri tres, Antverpiae, ex officina Christophori Plantini, Architypographi Regij, 1589.
- Responsio ad praecipua capita Apologiae [...] pro successione Henrici Navarreni (1586)
- Judicium de Libro quem Lutherani vocant Concordiae (1585)
- quattro Risposte agli scritti a nome della Repubblica Veneziana di Giovanni Marsiglio e Paolo Sarpi (1606)
- Responsio Matthaei Torti ad librum inscriptum Triplici nodo triplex cuneus (1608).
- Apologia Bellarmini pro responsione sua ad librum Jacobi Magnae Britanniae Regis (1609).
- Tractatus de potestate Summi Pontificis in rebus temporalibus, adversus Gulielmum Barclay (1610).
- Index haereticorum[26]

Opere catechetiche e spirituali:
- Dottrina cristiana breve (1597) e Dichiarazione più copiosa della dottrina cristiana (1598), due opere catechetiche che hanno ricevuto più di una volta l'approvazione del papa e sono state tradotte in varie lingue; sono state in uso fino al XIX secolo.
- Dichiarazione del Simbolo (1604), a uso dei preti
- Admonitio ad Episcopum Theanensem nepotem suum quae sint necessaria episcopo (1612)
- Exhortationes Domesticae, pubblicate solo nel 1899 dal Padre van Ortroy;
- Conciones habitae Lovanii, la cui edizione più corretta è del 1615;
- De Ascensione mentis in Deum (1615)
- De Aeterna felicitate sanctorum (1616);
- De gemitu columbae (1617)
- De septem verbis Christi (1618);
- De arte bene moriendi (1620).

Le ultime cinque sono opere spirituali scritte durante i ritiri spirituali annuali.
Opere esegetiche e di altro genere:
- (LA, HE) Roberto Bellarmino, Institutiones linguae hebraicae ex optimo quoque auctore collectae, et ad quantam maximam fieri potuit breuitatem, perspicuitatem, atque ordinem reuocatae, Romae, apud Franciscum Zanettum, 1578. URL consultato il 23 settembre 2019.
- (LA) Roberto Bellarmino, De scriptoribus ecclesiasticis: liber unus : cum adiunctis indicibus undecim, & breui chronologia ab orbe condito usque ad annum M.DC.XII, Romae, Ex typographia Bartholomaei Zannetti, 1613. URL consultato il 23 settembre 2019.
- De Editione Latinae Vulgatae, quo sensu a Concilio Tridentino definitum sit ut ea pro authenticae habeatur non pubblicate fino al 1749
- (LA) Roberto Bellarmino, In omnes Psalmos dilucida explanatio, Brixiae, apud Io. Baptistam, & Antonium Bozzolas, 1611. URL consultato il 23 settembre 2019.

Edizioni complete dell'Opera omnia di Bellarmino sono state pubblicate a Colonia (1617), Venezia (1721), Napoli (1856), Parigi (1870).

## Genealogia episcopale e successione apostolica
La genealogia episcopale è:
- Cardinale Guillaume d'Estouteville, O.S.B.Clun.
- Papa Sisto IV
- Papa Giulio II
- Cardinale Raffaele Riario
- Papa Leone X
- Papa Paolo III
- Cardinale Francesco Pisani
- Cardinale Alfonso Gesualdo
- Papa Clemente VIII
- Cardinale Roberto Bellarmino, S.I.

La successione apostolica è:
- Cardinale Antonio Caetani (1605)
- Cardinale Ottavio Acquaviva d'Aragona (1605)
- Cardinale Fabrizio Verallo (1606)
- Vescovo Vincenzo Meligne (1606)
- Arcivescovo Attilio Amalteo (1606)
- Vescovo Giovanni Battista Giorgi, O.S.B. (1606)
- Vescovo Martino Mira (1607)
- Vescovo Mario Cossa (1607)
- Vescovo Barzellino de' Barzellini (1607)
- Vescovo Sebastiano Poggi (1607)
- Vescovo Jean des Porcelets de Maillane (1607)
- Vescovo Giulio Masi (1611)
- Vescovo Giulio Mattei (1611)
- Arcivescovo János Telegdy (1611)
- Vescovo Giovanni Tommaso Eustachio, C.O. (1612)
- Vescovo Angelo Della Ciaia (1616)
- Cardinale Odoardo Farnese (1621)

## Ascendenza
|                                                    |                                                       |                                                     | Genitori       |  |  | Nonni              |  |  | Bisnonni |  |
|                                                    |                                                       |                                                     |                |  |  | Niccolò Bellarmino |  |  | …        |  |
|                                                    |                                                       |                                                     |                |  |  | Niccolò Bellarmino |  |  | …        |  |
|                                                    |                                                       | …                                                   |                |  |  | Niccolò Bellarmino |  |  |          |  |
| Vincenzo Bellarmino                                |                                                       |                                                     |                |  |  | Niccolò Bellarmino |  |  |          |  |
|                                                    |                                                       | Fiammetta Tarugi                                    | …              |  |  |                    |  |  |          |  |
|                                                    |                                                       | Fiammetta Tarugi                                    | …              |  |  |                    |  |  |          |  |
|                                                    |                                                       | Fiammetta Tarugi                                    | …              |  |  |                    |  |  |          |  |
| Roberto Bellarmino                                 |                                                       | Fiammetta Tarugi                                    |                |  |  |                    |  |  |          |  |
|                                                    | Ricciardo Cervini degli Spannocchi, patrizio di Siena | Antonio Cervini degli Spannocchi, patrizio di Siena |                |  |  |                    |  |  |          |  |
|                                                    | Ricciardo Cervini degli Spannocchi, patrizio di Siena | Antonio Cervini degli Spannocchi, patrizio di Siena |                |  |  |                    |  |  |          |  |
|                                                    | Ricciardo Cervini degli Spannocchi, patrizio di Siena | Elisabetta Machiavelli, patrizia di Firenze         |                |  |  |                    |  |  |          |  |
| Cinzia Cervini degli Spannocchi, patrizia di Siena | Ricciardo Cervini degli Spannocchi, patrizio di Siena |                                                     |                |  |  |                    |  |  |          |  |
|                                                    |                                                       | Cassandra Benci                                     | Domenico Benci |  |  |                    |  |  |          |  |
|                                                    |                                                       | Cassandra Benci                                     | Domenico Benci |  |  |                    |  |  |          |  |
|                                                    |                                                       | Cassandra Benci                                     | Mattea Benci   |  |  |                    |  |  |          |  |
|                                                    |                                                       | Cassandra Benci                                     |                |  |  |                    |  |  |          |  |